# دهستان رحمت‌آباد (زرقان)
دهستان رحمت‌آباد، یکی از دهستان‌های بخش رحمت‌آباد شهرستان زرقان در استان فارس ایران است. مرکز این دهستان، روستای مهریان است.

## جمعیت
بر پایه سرشماری عمومی نفوس و مسکن در سال ۱۳۹۵، جمعیت دهستان رحمت‌آباد برابر با ۲٬۴۲۶ نفر بوده است.